# Marjan
Marjan is een heuvel aan het uiteinde van het schiereiland waarop de Kroatische stad Split gelegen is. De heuvel wordt bedekt door een dicht bos van mediterrane naaldbomen en is geheel omringd door de stad en de Adriatische Zee.
Het is verboden om huizen op de heuvel te bouwen. Wel zijn er enkele kerkjes, een dierentuin, een park en een begraafplaats. Boven op de heuvel is een uitzichtspunt, waar men een weids uitzicht heeft over de binnenstad van Split, inclusief het Paleis van Diocletianus, de havens, de industrieterreinen bij Solin en de zee met een aantal Dalmatische eilanden.
Sinds anderhalve eeuw wordt Marjan gezien als een symbool van Split, daarvoor zag men de heuvel als een gewoon onderdeel van het landschap. Vanwege de steile hellingen is de heuvel, afgezien van het onderste deel aan de oostkant, gevrijwaard gebleven van woningbouw. Tot de jaren vijftig van de twintigste eeuw bestonden grote delen van de heuvel nog uit kale rotsen; destijds startte een programma om de heuvel te bebossen en om te vormen van wild terrein naar een voor recreatie geschikte plek.